# Mỏ than Saikhan-Ovoo
Mỏ than Saikhan-Ovoo (tiếng Mông Cổ: Сайхан Овоо) là một mỏ than dưới lòng đất nằm gần Saikhan-Ovoo ở sum Saikhan, tỉnh Bulgan, miền bắc Mông Cổ. Nó nằm ở phía bắc núi Saikhan-Ovoo.
Mỏ có trữ lượng than lên tới 190 triệu tấn than cốc.